# Ramiro Nicolás Martínez
Ramiro Nicolás Martínez (Concordia, provincia de Entre Ríos, 27 de septiembre de 2003) es un futbolista argentino. Juega de volante y su equipo actual es Quilmes, de la Primera Nacional.

## Carrera

### Quilmes
El juvenil llegó a Quilmes en 2019 luego de jugar en el club de ciudad, Libertad de Concordia. A nivel profesional, logró ser parte del banco de suplentes en la victoria ante Deportivo Maipú por 1-0 el 8 de octubre de 2022. Sin embargo, no logró ingresar durante el partido.

### Acassuso
Ante la falta de oportunidades, Martínez firmó su primer contrato profesional hasta diciembre de 2025, para luego ser cedido a Acassuso hasta diciembre de 2024 en junio de 2023. Debutó el 10 de junio como titular en la derrota 2-1 contra Argentino de Quilmes, siendo reemplazado por Nicolás Freitas a los 40 minutos del segundo tiempo.

## Selección
El entrerriano fue convocado en múltiples ocasiones a la selección sub-20 del ascenso argentino. Convirtió goles ante los selectivos de All Boys y Atlético de Rafaela.

## Estadísticas

### Clubes
- Actualizado hasta el 16 de agosto de 2025.

| Quilmes Argentina | 2.ª                 | 2022                | 0  | 0 | 0 | 0 | - | - | 0  | 0 | 0    |
| Quilmes Argentina | 2.ª                 | 2023                | 0  | 0 | - | - | - | - | 0  | 0 | 0    |
| Quilmes Argentina | 2.ª                 | 2024                | 15 | 0 | 0 | 0 | - | - | 15 | 0 | 0    |
| Quilmes Argentina | 2.ª                 | 2025                | 11 | 1 | 1 | 0 | - | - | 12 | 1 | 0.08 |
| Quilmes Argentina | Total club          | Total club          | 26 | 1 | 1 | 0 | - | - | 27 | 1 | 0.04 |
| Acassuso Argentina | 3.ª                 | 2023                | 8  | 0 | - | - | - | - | 8  | 0 | 0,00 |
| Acassuso Argentina | Total club          | Total club          | 8  | 0 | - | - | - | - | 8  | 0 | 0,00 |
| Total en su carrera | Total en su carrera | Total en su carrera | 34 | 1 | 1 | 0 | - | - | 35 | 1 | 0.03 |
| (1) Las copas nacionales se refiere a la Copa Argentina y a la Copa de la Liga Profesional. (2) Las copas internacionales se refiere a la Copa Libertadores y a la Copa Sudamericana. (3) Media de goles por encuentro. No incluye goles en partidos amistosos. |                     |                     |    |   |   |   |   |   |    |   |      |